# Joona Laukka
Joona Risto Pekka Laukka (nascido em 30 de junho de 1972) é um ex-ciclista olímpico finlandês. Representou sua nação nos Jogos Olímpicos de Verão de 1996, na prova individual de corrida em estrada.